# Antiohija
Antiohija (Antiohija na Orontu) (grč.: Αντιόχεια η επί Δάφνη, Αντιόχεια ή επί Ορόντου ili Αντιόχεια η Μεγάλη; lat.: Antiochia ad Orontem; arap.: انتاكيّة; tur.: Antakya) je drevni grad na Bliskom istoku. Nalazi se 30 km od mora na lijevoj obali rijeke Oront. Danas se djelomično na tom mjestu nalazi turski grad Antakya.

## Drugi nazivi
Zbog postojanja većeg broja gradova pod imenom Antiohija u antici i srednjem vijeku često su rabljena i imena:
- Velika Antiohija
- Sirijska Antiohija

## Zemljopisni položaj
Grad Antiohija nalazi se na 36°14’ sj. z. š. i 36°07’ ist. z. d.
Zemljopisne značajke područja sjeverno i sjeveroistočno od Oronta činile su od njega prirodno središte Sirije, dok su njome vladale zapadne sile. S druge strane, u vrijeme arapske vlasti, grad je zapostavljen u korist damaščanske oaze. Dva najlakša puta od Sredozemlja prema unutrašnjosti, koji prolaze dolinom Oronta i prijevojem Beilan, sastaju se u dolini Antiohijskog jezera (tur. Balük Geut; arap. El Bahr), a ondje im se pridružuju putevi koji dolaze sa sjevera.
Usto, dolina s rijekom i jezerom davala je uvijek dovoljne zalihe žita, maslina, grožđa, a more, rijeka i jezero bogati su ribom.

## Povijest

### Pretpovijest
Čini se da u pretpovijesti mjesto gdje je danas Antiohija nije bilo u potpunosti nenastanjeno. U istočnim predgrađima grada postoje arheološki ostaci mjesta Meroe, u kojem je bilo svetište božice Anaite, što su je Grci nazivali perzijskom Artemidom. Postojalo je također i mjesto na obližnjem brdu koje je u kasnijim spisima poznato kao Jo ili Jopol, a u klasično su se doba stanovnici Antiohije hvalili kako, upravo zbog imena toga mjesta, vuku korijene od drevnih Jonjana. Moguće je da je Jo doista bila mala kolonija grčkih trgovaca. Usto, u dolini rijeke smjestilo se i manje selo imenom Botija.

### Utemeljenje grada
Prema izvješću Libanija iz 4. stoljeća, Aleksandar Veliki jednom se utaborio na području Antiohije, te sjeverozapadno od budućega grada posvetio oltar Zeusa Botijskog. Pretpostavlja se da je ovo samo pokušaj mnogo kasnijeg pisca da poveća ugled Antiohije.
Prava povijest Antiohije započinje njenim utemeljenjem, što je učinio Seleuk I. Nikator oko 300. pr. Kr. Mjesto za grad izabrao je tako što je orlu, simbolu Zeusa, dao meso žrtvene životinje. Grad je utemeljen ondje gdje je orao položio taj prinos. Uskoro će Antiohija prerasti ostale gradove što ih je osnovao Seleuk, te od Seleucije Pierije preuzeti naslov glavnog grada Sirije.

### Helenističko razdoblje
Izvorni tlocrt i način gradnje Antiohije bitno je helenistički, a slijedi način izgradnje Aleksandrije. Tako je gradska utvrda smještena na brdu Silpiju, a sam se grad smjestio sjeverno od utvrde, u dolini uz rijeku. Dvije glavne ulice s kolonadama sjekle su se u središtu grada.
Vjerojatno je Antioh I. Soter dao izgraditi još jednu četvrt koja je bila ograđena vlastitim zidinama, a treći dio grada, također s vlastitim zidinama, počeo je graditi Seleuk II., a dovršio Antioh III. Veliki. Četvrti i posljednji dio dogradio je Antioh IV. Epifan (175.-164. pr. Kr.), pa se Antiohija otada popularno naziva Tetrapol, »Četverograd.« Promjer grada od zapada prema istoku bio je oko 6 km, a nešto manji od sjevera prema jugu.
U gradu je bilo miješano stanovništvo, sastavljeno od domaćeg stanovništva, potom od Atenjana dovedenih iz obližnje Antigonije, Makedonaca i Židova. U početku je mogla imati između 17.000 i 25.000 stanovnika, ne računajući robove. Čini se da će u vrijeme svoga najvećeg razvoja, na prijelazu iz helenističkog u rimsko razdoblje imati oko 500.000 stanovnika, da bi se onda njihov broj opet smanjio u bizantsko vrijeme, pa sveti Ivan Zlatousti spominje oko 200.000 stanovnika. Suvremeni povjesničari drže da je grad u 1. stoljeću mogao imati ne više od 100.000 stanovnika, čemu bi se onda moglo pribrojiti robove i stanovnike područja koje mu je gravitiralo.
Osim Antiohije, Seleuk I. utemeljio je i mjesto Dafna, malo naselje s parkovima i mnogo vode, unutar kojeg se uzdizao Apolonov hram. Kasnije će tome Dioklecijan pridodati i Hekatin hram.
Za Antioha I. Antiohija postaje glavnim gradom Sirije i prijestolnicom Seleukovića. Od građevina, poznato je bilo kazalište na obroncima Silpija, te kraljevska palača koja se vjerojatno nalazila na otoku. Antiohija je bila slavna po svojoj književnosti i umjetnosti, premda je tek nekoliko poznatih imena iz toga razdoblja došlo do nas. Među njima su stoik Apolofan i pisac Feb. Čini se da je velika većina stanovništva bila tek naizgled helenistička, a zapravo su govorili aramejskim jezikom. Nadimci što su ih davali svojim kraljevima bili su aramejski, a i božanstva, osim Apolona i Dafne bila su zapravo velika sirijska božanstva.
Budući da su joj nazivu dodavali i »Zlatna«, može se zaključiti da je Antiohija izgledala veličanstveno, iako je zahtijevala neprestane obnove zbog česte seizmičke aktivnosti tla. Prvi veliki zabilježeni potres dogodio se 148. pr. Kr., a načinio je ogromnu štetu.
Godine 64. Antiohija, zajedno s cijelom Sirijom, prelazi pod vlast Rima, ali zadržava status slobodnog grada (lat. civitas libera).

### Rimsko razdoblje
Rimljani su općenito osjećali prijezir prema miješanom stanovništvu Antiohije, no rimski carevi vidjeli su u tome gradu moguću prijestolnicu istočnog dijela carstva, koja bi imala mnogo bolji položaj od izolirane Aleksandrije. Gaj Julije Cezar bio je u Antiohiji 47. pr. Kr. i potvrdio njezinu slobodu. Vjerojatno zaslugama Augustovom, izgrađen je na brdu Silpiju veliki hram Jupitera Kapitolskog. U tom je razdoblju nastao i forum rimskoga tipa, a Tiberije je izgradio dvije velike kolonade prema Silpiju. Uz njega, i Agripa je proširio kazalište, a dovršio ga je Trajan. Antonin Pio dao je popločiti glavni decumanus granitom, a izgrađeno je i više termi, te dva akvedukta, od kojih je jedan izgradio Hadrijan. Gradio je u Antiohiji i Herod Veliki.
I u rimsko su vrijeme život grada obilježili potresi. Snažan je bio onaj 37. godine, zbog kojeg je car Kaligula poslao dva senatora u Antiohiju kako bi procijenili štetu. Drugi se dogodio 115. godine dok je Trajan bio u gradu, te je neko vrijeme morao odsjedati u ambijentima amfiteatra. On i njegovi nasljednici obnovili su grad, no mnogo je ponovno uništeno 526. godine kad su tisuće kršćana poginule u ruševinama osmerokutne crkve. Kao posebno strašni po svojim posljedicama, spominju se i potresi od 29. studenog 528. i 31. listopada 588.
Germanik je umro u Antiohiji 19. godine, a njegovo je tijelo spaljeno na forumu. Komod je također bio u Antiohiji na Olimpijskim igrama. Grad su 256. na prepad zauzeli Perzijanci, te mnoge stanovnike pobili u kazalištu. Kroz 4. stoljeće Antiohija je bila jedan od tri najvažnija grada istočnog dijela Rimskog Carstva, skupa s Aleksandrijom i Carigradom, što je dovelo do toga da je proglašena sjedištem jednog od pet ranih kršćanskih patrijarhata. 387. podigli su se veliki nemiri zbog novih poreza što ih je nametnuo car Teodozije I. Veliki, a za kaznu grad je izgubio metropolitanski status. Zenon je preimenovao grad u Teopolis, te obnovio mnoge njegove građevine, no sve će opet uništiti veliki potres 526. i, dvanaest godina kasnije, parzijski kralj Hozroje I. Anuširvan Pritom je Antiohija izgubila oko 300.000 ljudi. Premda je car Justinijan I. nastojao oko obnove, o čemu piše i Prokopije, Antiohija je ipak nepovratno izgubila svoj stari sjaj.

### Rano kršćansko-bizantsko razdoblje
Prema kršćanskoj tradiciji i novozavjetnim spisima (usp. Djela apostolska), u Antiohiji je boravio i naviještao evanđelje apostol Petar, što podiže važnost i ugled antiohijskog patrijarhata. Uz njega, ovdje su djelovali i Pavao i Barnaba. Nova vjernička skupina u Antiohiji je prvi puta nazavana »kršćanima.« Kasnije su u Antiohiji djelovali mnogi drugi veliki kršćanski likovi, među kojima i sveti Ignacije Antiohijski. Između 252. i 300. godine u ovom su se gradu održali mnogi crkveni sinodi, što govori o njegovoj važnosti kao kršćanskog središta. To je i potvrđeno uzdizanjem antiohijske biskupske stolice na razinu patrijarhata (uz Antiohiju, tu su čast imali još Rim, Aleksandrija i Jeruzalem, kojima će biti pridodan Carigrad).
Danas poglavar Antiohijske pravoslavne Crkve nosi naslov antiohijskog patrijarha, no stvarno sjedište nije mu u Antiohiji, nego u Damasku.

#### Egzegetska škola
Grad je bio poznat po egzegetskoj antiohijskoj školi koja je imala vodeću ulogu u Crkvama u Siriji i Palestini, a naglašavala je povijesni ili doslovni smisao teksta Svetoga pisma, ne odbacujući duhovni smisao, koji je ipak imao mnogo jače zagovornike u helenističkoj aleksandrijskoj sredini. 
Poznati predstavnici su: 
- Diodor Tarški (oko 300. – 390.)
- Teodor Mopsuestijski (oko 350. – 428.)
- Teodorit Cirski (oko 393. – 466.)
- Ivan Zlatousti (349. – 407.)

Na području kristologije, antiohijska škola postala je poznata po sporovima koji su doveli do Efeškog sabora, to jest trećeg ekumenskog sabora. Glavni oponent predstavnicima Antiohije tada je bio Ćiril Aleksandrijski. Načelno, antiohijski teolozi naginjali su odvajanju ljudske od božanske naravi u Kristu, tj. dokazivanju neovisne ljudske naravi, što je ohrabrilo nestorijanstvo.

### Razdoblje arapskih kalifa
638., u vrijeme vladavine Heraklija, Antiohiju su osvojili Arapi, te je nazvali arapskim imenom Antakija. Budući da nisu uspjeli prodrijeti i u Anatoliju, Antiohija je ostala pogranično mjesto kroz sljedećih 350 godina, što je dovelo do njezina propadanja. Bizantski car Nikefor II. Foka ponovno je 969. osvojio grad, a 1084. osvajaju ga Seldžuci, no zadržavaju ga samo 14 godina, do dolaska križara.

### Križarsko i mamelučko razdoblje
U Prvom križarskom ratu Antiohija je bila devet mjeseci pod opsadom, te su je, uz pomoć izdaje, križari konačno osvojili, te stavili po upravu tarantskog princa Bohemunda. Ostala je prijestolnicom latinske Antiohijske prinčevine kroz sljedeća dva stoljeća. Mameluci je osvajaju 1268. U to vrijeme Antiohija je već sasvim izgubila svoje značenje, već i stoga što se u koritu Oronta nataložilo toliko mulja, da veći brodovi više nisu mogli pristati u gradskoj luci, te je važnost preuzeo obližnji lučki grad Aleksandretta, danas Iskenderun.

## Arheologija
Od arheoloških ostataka stare Antiohije ističu se ruševine akvedukta, te dijelovi rimskih zidina.
Između 1932. i 1939., poduzeta su arheološka istraživanja pod vodstvom »Odobra za iskapanje Antiohije i njezine okolice«, koji je bio sastavljen od predstavnika pariškog muzeja Louvre, baltimorskog Museum of Art, Muzeja umjetnosti iz Worcestera, Sveučilišta u Princetonu i, kasnije (1936.), Muzeja umjetnosti »Fogg« Sveučilišta u Harvardu.
Arheolozi nisu uspjeli naći važnije građevine, pa tako ni Konstantinovu oktogonalnu crkvu, no našli su izuzetno kvalitetne rimske mozaike antiohijskih vila i termi. Jedan od tih mozaika oslikava put od grada do Dafne s pripadajućim građevinama. Danas se mozaici nalaze u Arheološkom muzeju »Hatay« u Antakyji.

## Poveznice
- Aleksandrija